# Cantón de Champigny-sur-Marne-Centro
El cantón de Champigny-sur-Marne-Centro era una división administrativa francesa, que estaba situada en el departamento de Valle del Marne y la región de Isla de Francia.

## Composición
El cantón estaba formado por una fracción de la comuna que le daba su nombre:
- Champigny-sur-Marne (fracción)

## Supresión del cantón de Champigny-sur-Marne-Centro
En aplicación del Decreto n.º 2014-171 de 17 de febrero de 2014, el cantón de Champigny-sur-Marne-Centro fue suprimido el 22 de marzo de 2015 y la fracción de la comuna que le daba su nombre se unió a las otras fracciones para formar los nuevos cantones de Champigny-sur-Marne-1 y Champigny-sur-Marne-2.